# Enteropsis sphinx
Enteropsis sphinx är en kräftdjursart som beskrevs av Aurivillius 1885. Enteropsis sphinx ingår i släktet Enteropsis och familjen Ascidicolidae. Inga underarter finns listade i Catalogue of Life.